# 판싯 비혼
판싯 비혼(필리핀어: pansit bihon)은 필리핀의 국수 요리이다. 얇은 쌀국수인 비혼으로 만든 판싯의 일종으로, 당면으로 만든 판싯 소탕혼과 생김새와 맛, 조리법이 비슷하다. 판싯 비혼 기사도(필리핀어: pansit bihon gisado)나 비혼 기사도(필리핀어: bihon gisado)로도 부른다.

## 이름
타갈로그어 "판싯 비혼 기사도(pansit bihon gisado)"는 "볶음 쌀국수"라는 뜻이다. "판싯(pansit)"은 "국수"를 뜻하는 명사이며, "비혼(bihon)"은 얇은 쌀국수를 일컫는 민난어 "비훈(bí-hún)"에서 빌려온 말이다. "기사도(gisado)"는 "볶은"이라는 뜻의 형용사로, 어원은 "스튜한"이라는 뜻의 스페인어 형용사 "기사도(guisado)"이다.

## 만들기
비혼은 물에 불려 둔다. 기름을 두르고 마늘, 양파 등 향신채를 볶다가, 닭고기나 돼지고기 등 고기 및 양배추, 당근 등의 채소를 함께 볶는다. 고기 대신 새우나 중국 소시지 등을 쓰기도 하며, 피망 등을 넣어 만들기도 한다. 재료가 잘 볶아지면 불려둔 쌀국수를 넣고 간장, 굴소스, 어장, 후춧가루 등으로 간해 함께 익힌다. 마지막에 파와 잎셀러리를 넣어 섞고, 칼라만시를 곁들여 낸다. 

## 같이 보기
- 판싯 소탕혼
- 푼초자